# Kašmír

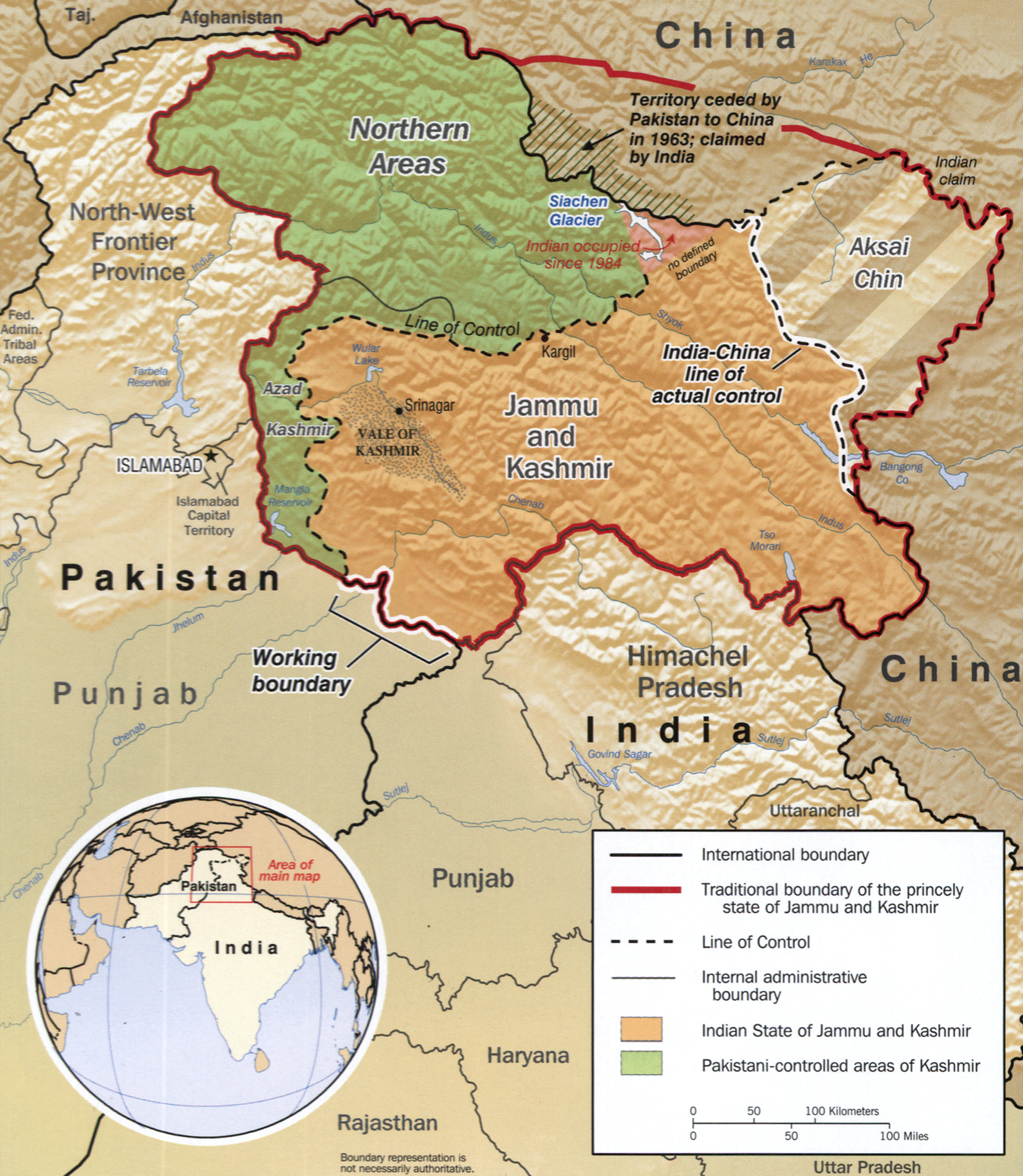
Teritoriální dělení Kašmíru

Kašmír je historické území a bývalé knížectví v Himálaji, dnes nárokované a spravované Indií, Pákistánem a částečně i Čínou.
Území se dnes dělí na indický spolkový stát Džammú a Kašmír, Azád Kašmír a Gilgit - Baltistán (spravovaný Pákistánem) a čínskou část Aksai Čin.

## Dějiny
Osídlen od neolitu, součást říše Maurjů, Šaků, Kušánů i Guptovců. Raná historie zná město Šrínagar jako obchodní středisko v předním Himálaji a křižovatku karavanních cest mezi přední, střední a jižní Asií. Šrínagar a okolní oblast sehrála dále jistou roli při šíření buddhismu a hinduismu a při uplatňování odpovídajících mocenských zájmů. V 7. stol. nezávislý pod vládou místních hinduistických dynastií, od 1346 muslimské. V roce 1586 připojen k říši Mughalů, 1757 k Afghánistánu, 1819 ke státu sikhů, od 1849 knížectví pod britskou kontrolou. Po rozdělení Indie 1947 usiloval mahárádža Hari Singh o samostatnost, ale po napadení Pákistánem připojil knížectví k Indii, která pomohla vpád odrazit. Boje byly zastaveny na začátku roku 1949 za přispění OSN na linii příměří, která je dosud faktickou hranicí. Konflikt pokračoval v Indicko-Pákistánských válkách a teprve dohoda v Simle v roce 1972 otevřela cestu k možnému kompromisu.

## Kašmírské údolí

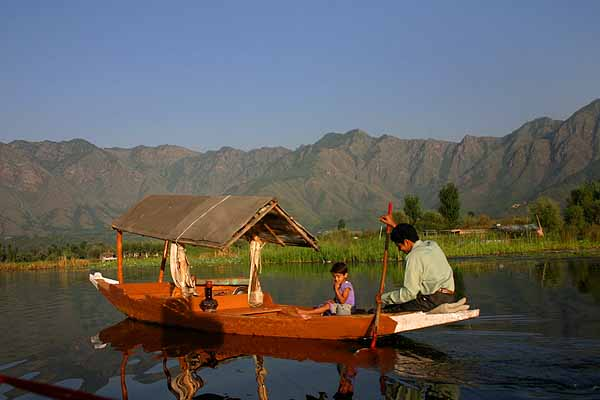
Jezero Dál u Šrínagaru

Pojmenování Kašmír se původně vztahovalo pouze k menší úrodné oblasti nazývané dnes Kašmírské údolí ležící jižně od nejzápadnějšího výběžku Himálaje. Vznikl zde stejnojmenný stát, k němuž byla postupně připojena okolní území Džammú, Ladákh aj. Dnes se tento stát nazývá Džammú a Kašmír.
Kašmírské údolí odpovídá následujícím okresům státu Džammú a Kašmír: Anantnag, Pulwama, Budgam, Baramulla, Šrínagar a Kupwara. Rozkládá se na ploše 15 948 km² a je velmi hustě zalidněno (cca 7 mil. obyvatel k roku 2011, tj. zhruba 430 obyvatel na km²).